# Акмеїзм
Акмеї́зм (грец. ακμη — вершина, вищий ступінь чогось) — модерністська течія в російській поезії 10-20-их років XX ст., що разом із футуризмом виникла як реакція на кризу символізму.
Органом акмеїстів був журнал «Аполлон» (1909—1917). У 1912 р. поет і перекладач Михайло Лозинський організував у Петербурзі видавництво «Гіперборей», де також друкували свої твори представники акмеїзму.

## Погляди
Акмеїсти, які вважали свою творчість вищим етапом у розвитку символізму, проповідували теорію «чистого мистецтва», культивували відірваність від життя, аполітизм, волюнтаризм. Акмеїзм був одним із різновидів декадансу, виявом крайнього індивідуалізму та містики. 1911 р. утворили спілку «Цех поетів», що ставила на меті завдання професійного поетичного вдосконалення. Заперечуючи символістську спрямованість у містичні «незбагненні» сфери, акмеїсти у своїй творчості звернулися до предметно-чуттєвого, потойбічного, до самоцінності матеріальних речей та їхнього первісного сенсу. Замість туманно-абстрактного світосприйняття, притаманного символістам, вони стверджували мужньо ясний погляд на земне життя й закликали «сприймати світ у всій сукупності його краси та потворності». Відповідно й на рівні поетики вони прагли повернути слову його ясне й пряме значення, образові — графічну чіткість. Угруповання розпалося 1922 року.
Найвідоміші представники акмеїзму:
- Ахматова Анна Андріївна,
- Городецький Сергій Митрофанович,
- Гумільов Микола Степанович,
- Іванов Георгій Володимирович,
- Мандельштам Осип Емільович та інші.